# Ventės ragas
Ventės ragas (německy Windenburger Eck, česky Konec světa) je turisticky i ornitologocky známý mys na pobřeží Kurského zálivu ve vesnici Ventė v okrese (savivaldybė) Šilutė, v Klaipėdském kraji, v Litvě. Místo je řídce osídlené a známé občasnými silnými bouřemi. Ventės ragas se nachází v deltě řeky Nemunas.

## Zajímavosti

### Maják(Ventės rago švyturys)
Na místě byl od roku 1837 dřevěný maják Ventės rago, který v roce 1862 nahradil cihlový maják. Maják je veřejnosti volně přístupný a nabízí výhled na Kurský záliv a Kurský poloostrov.

### Ornitologická stanice(Ventės rago ornitologijos stotis)a muzeum(Paukščių migracijos muziejus)
Kroužkovací stanice ptáků je zde od roku 1929 a k odchytu se používají velké ptačí pasti.

### Molo s přístavem(Ventės Rago prieplauka)
Železobetonové molo s malým přístavem se nachází v nejjižnějším cípu Ventės Ragas.

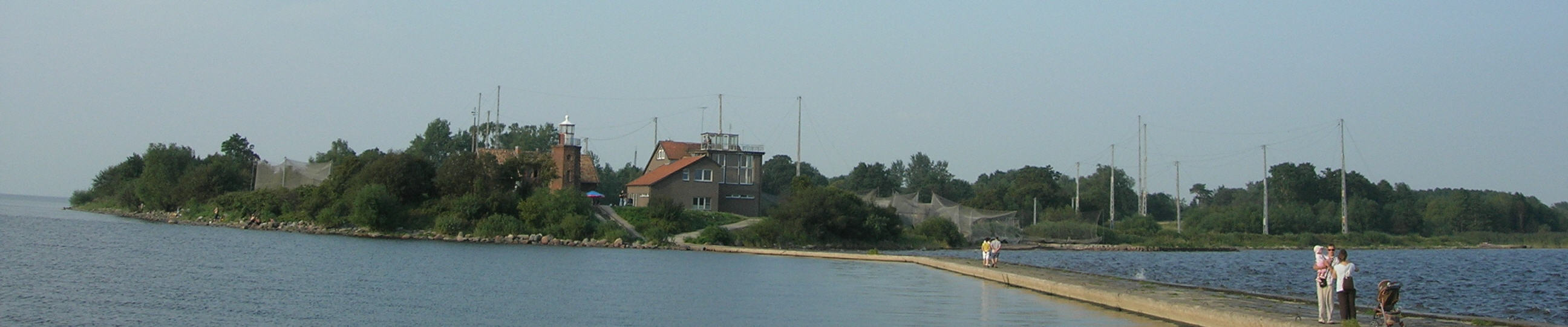
Pohled z mola

## Galerie

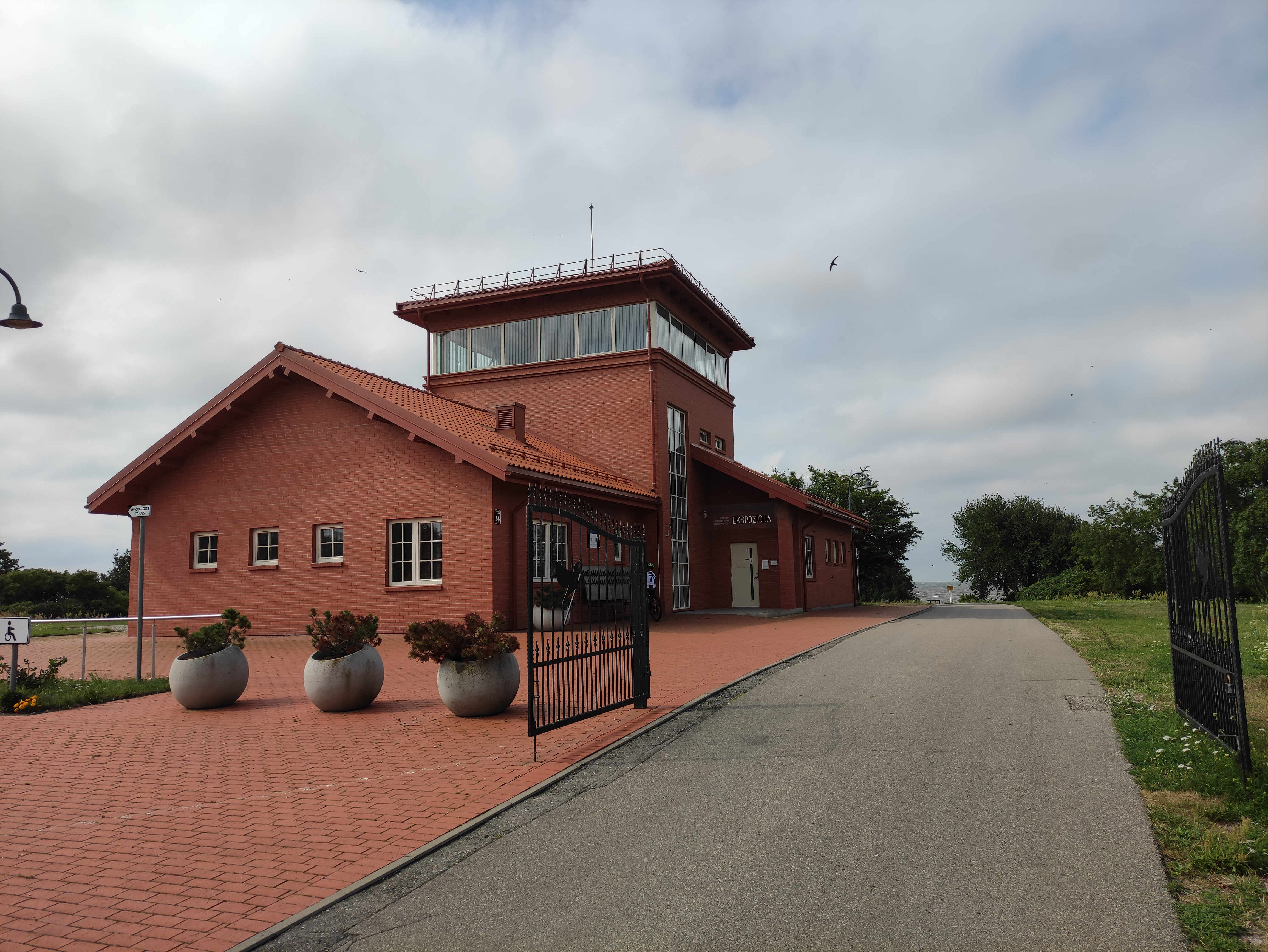
Ornitologická stanice s muzeem
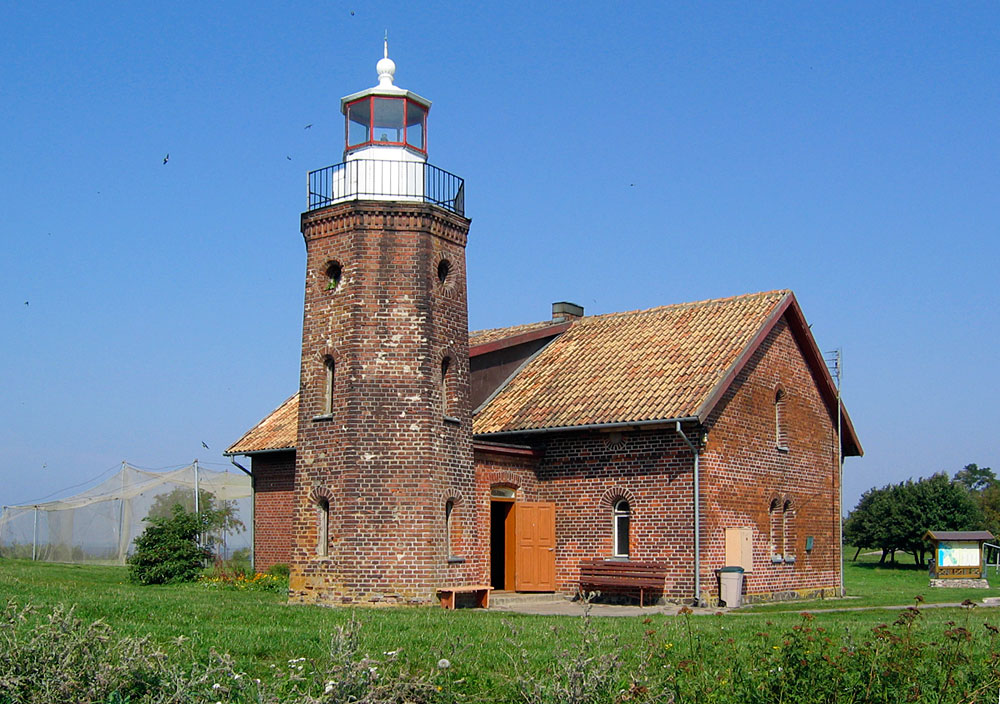
Maják, v pozadí sítě na ptáky
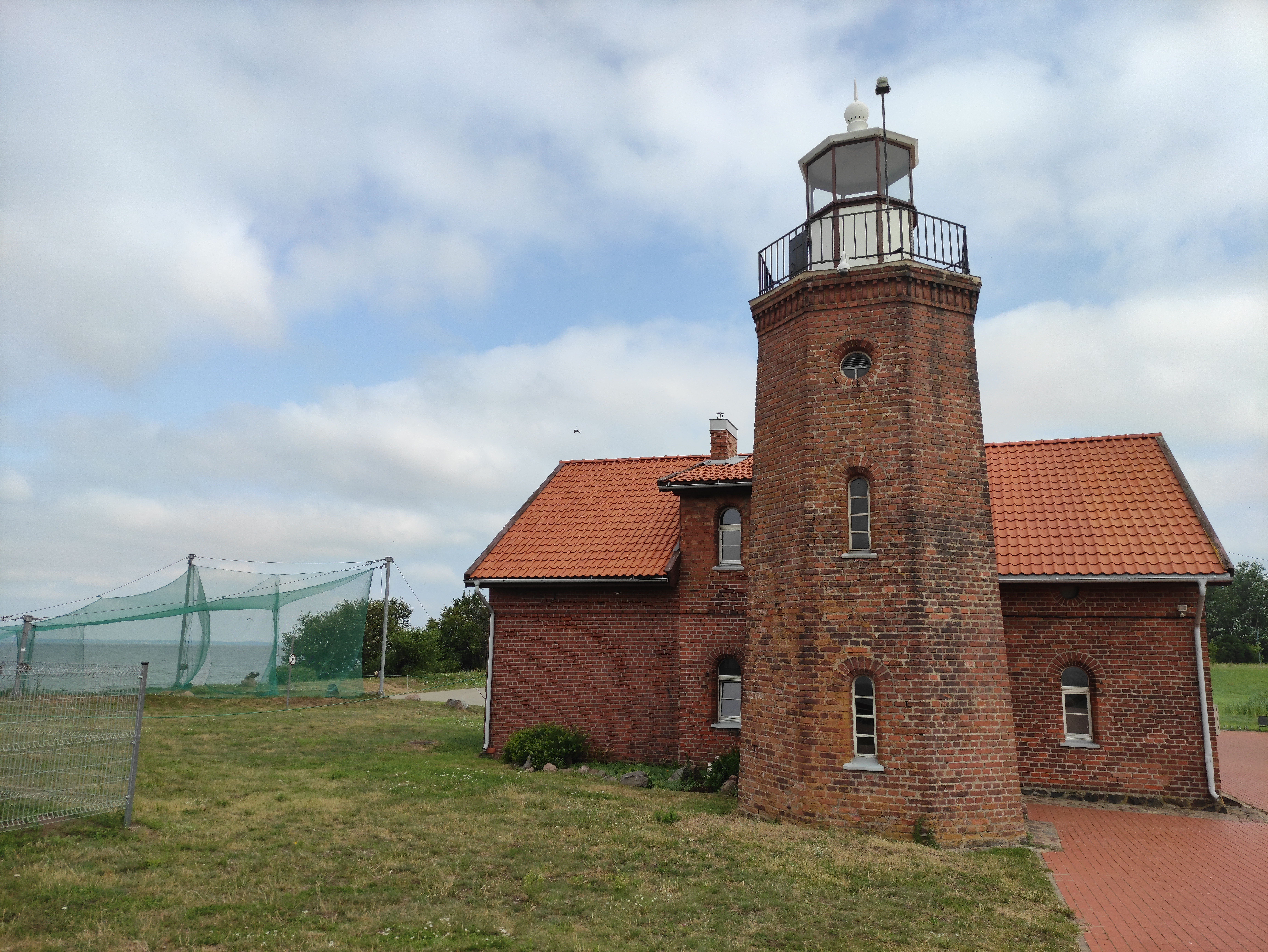
Maják, v pozadí sítě na ptáky
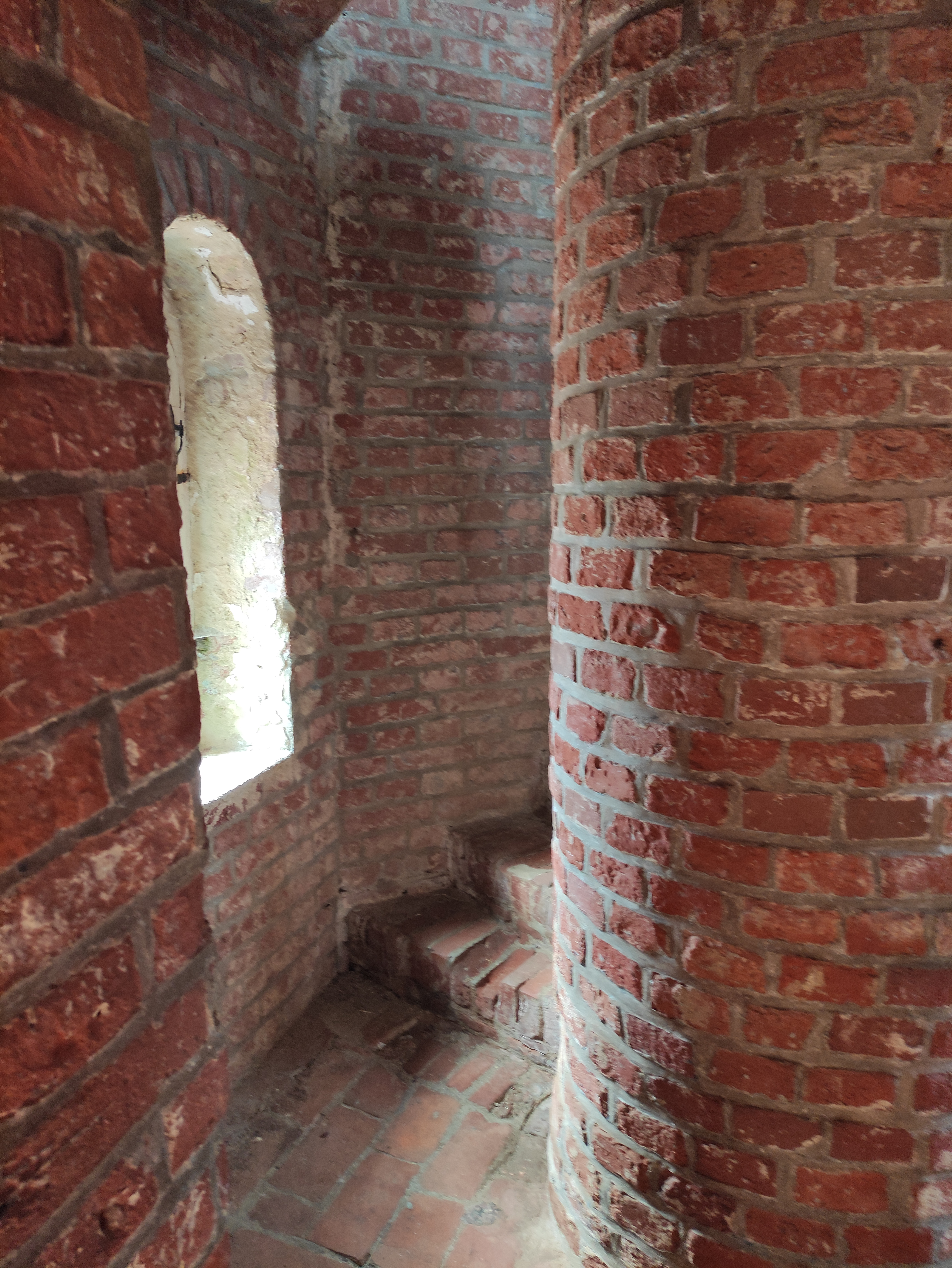
Maják
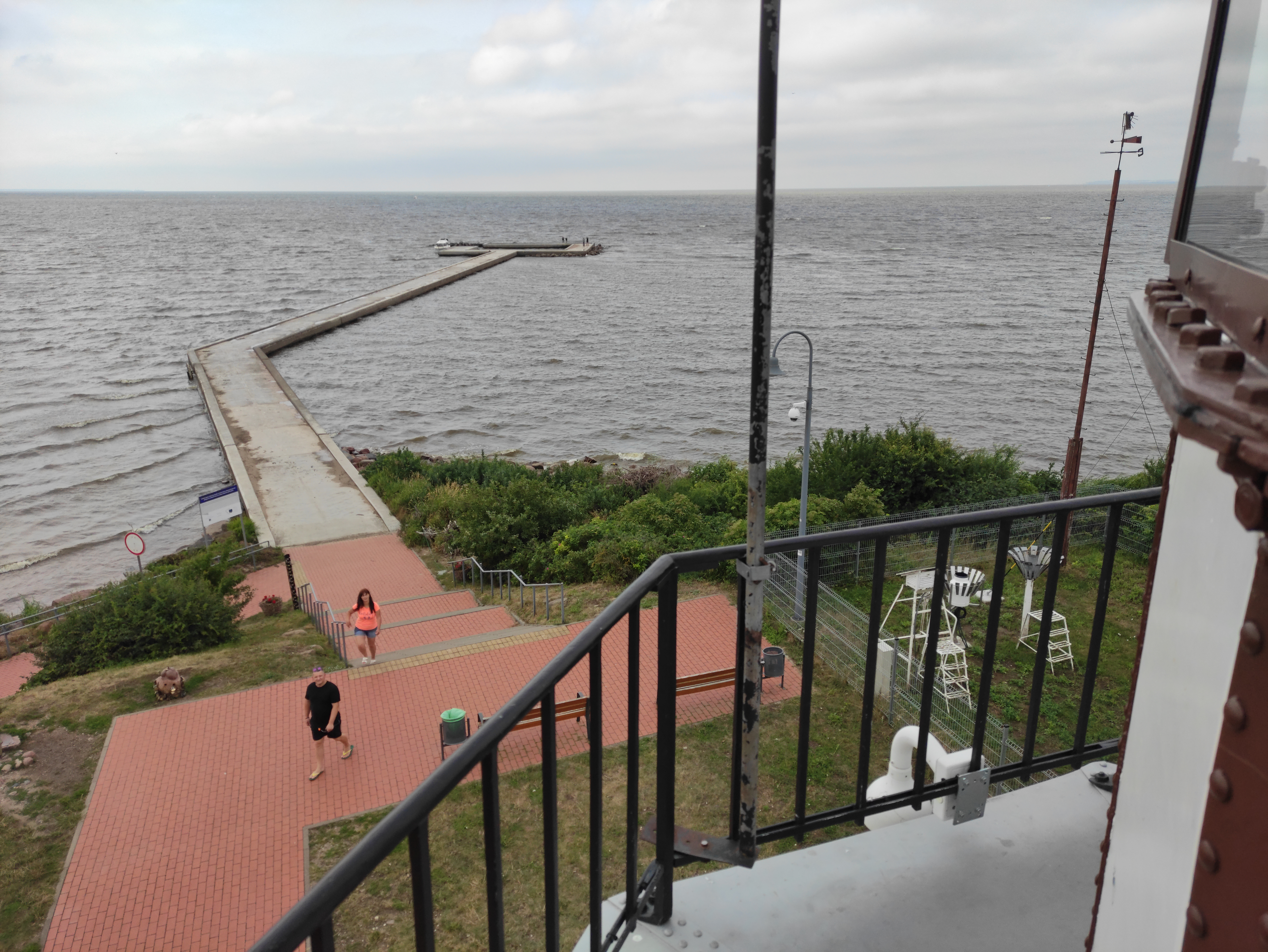
Pohled z majáku na molo s přístavem.
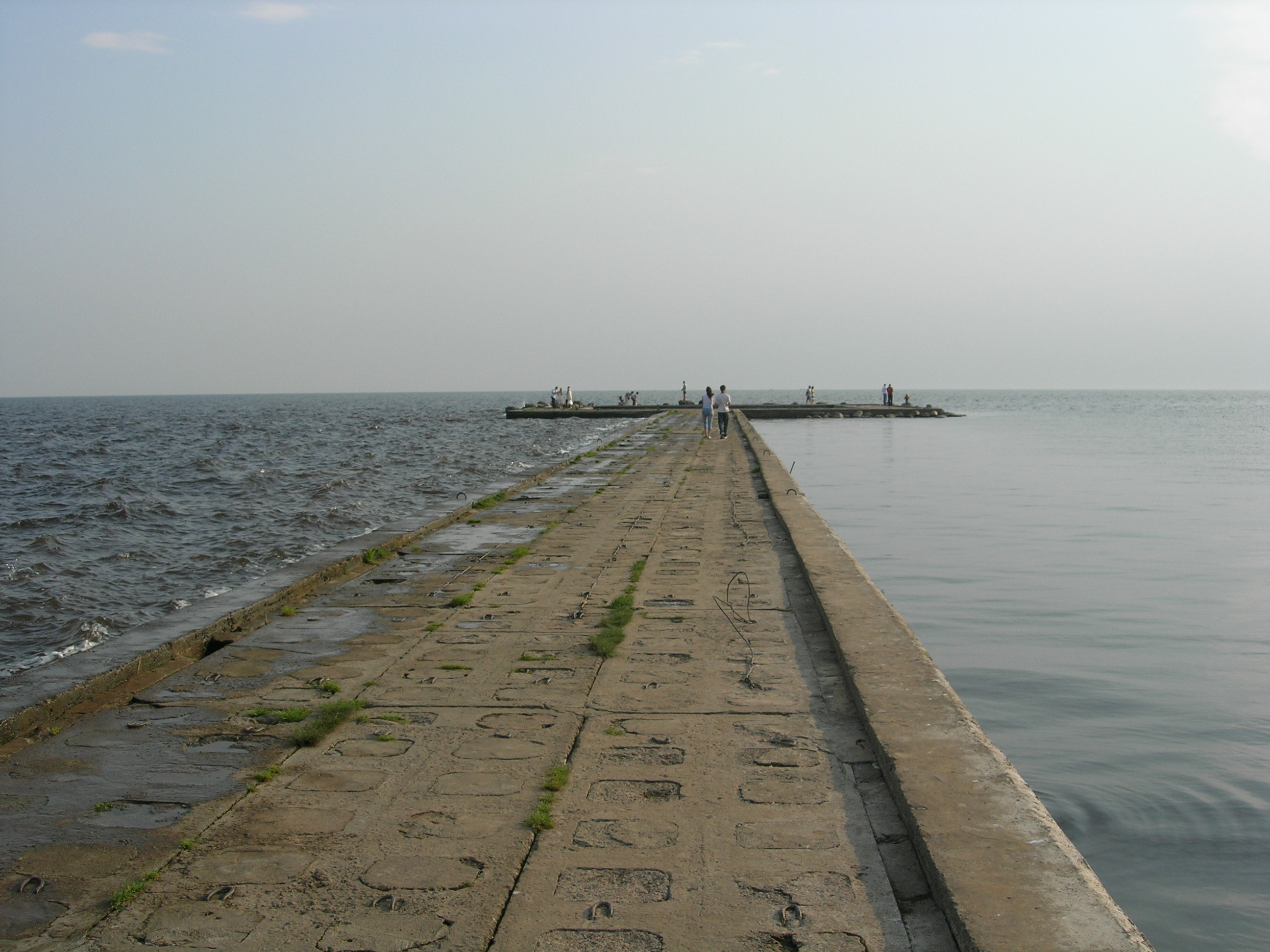
Molo
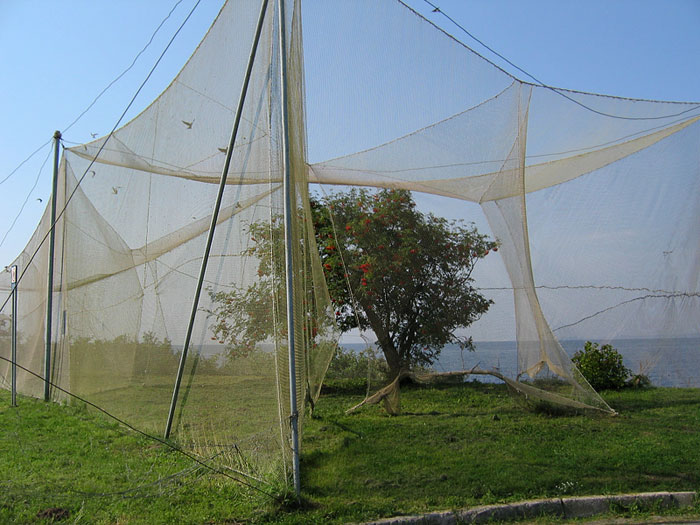
Sítě pro odchyt ptáků
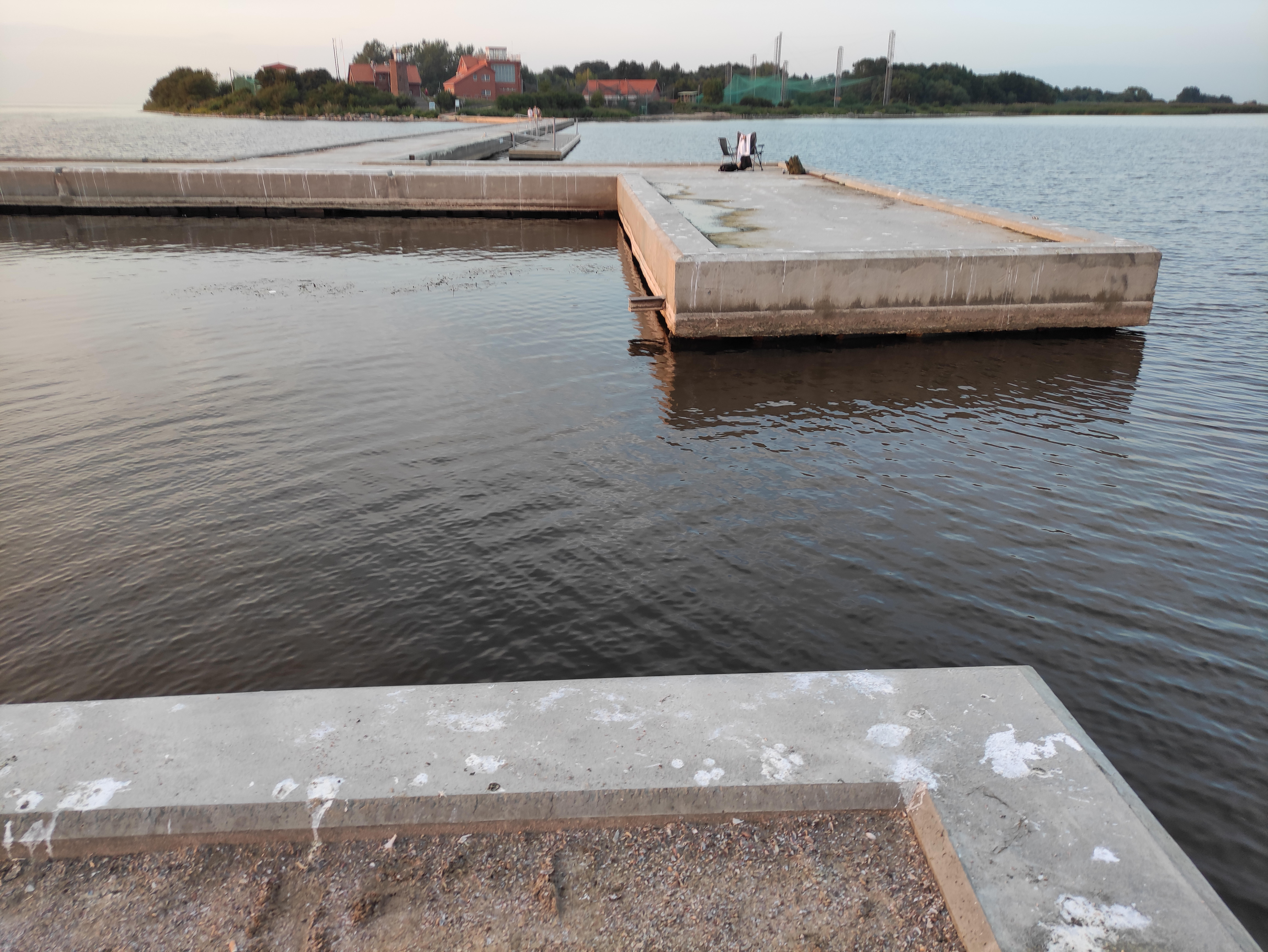
Molo
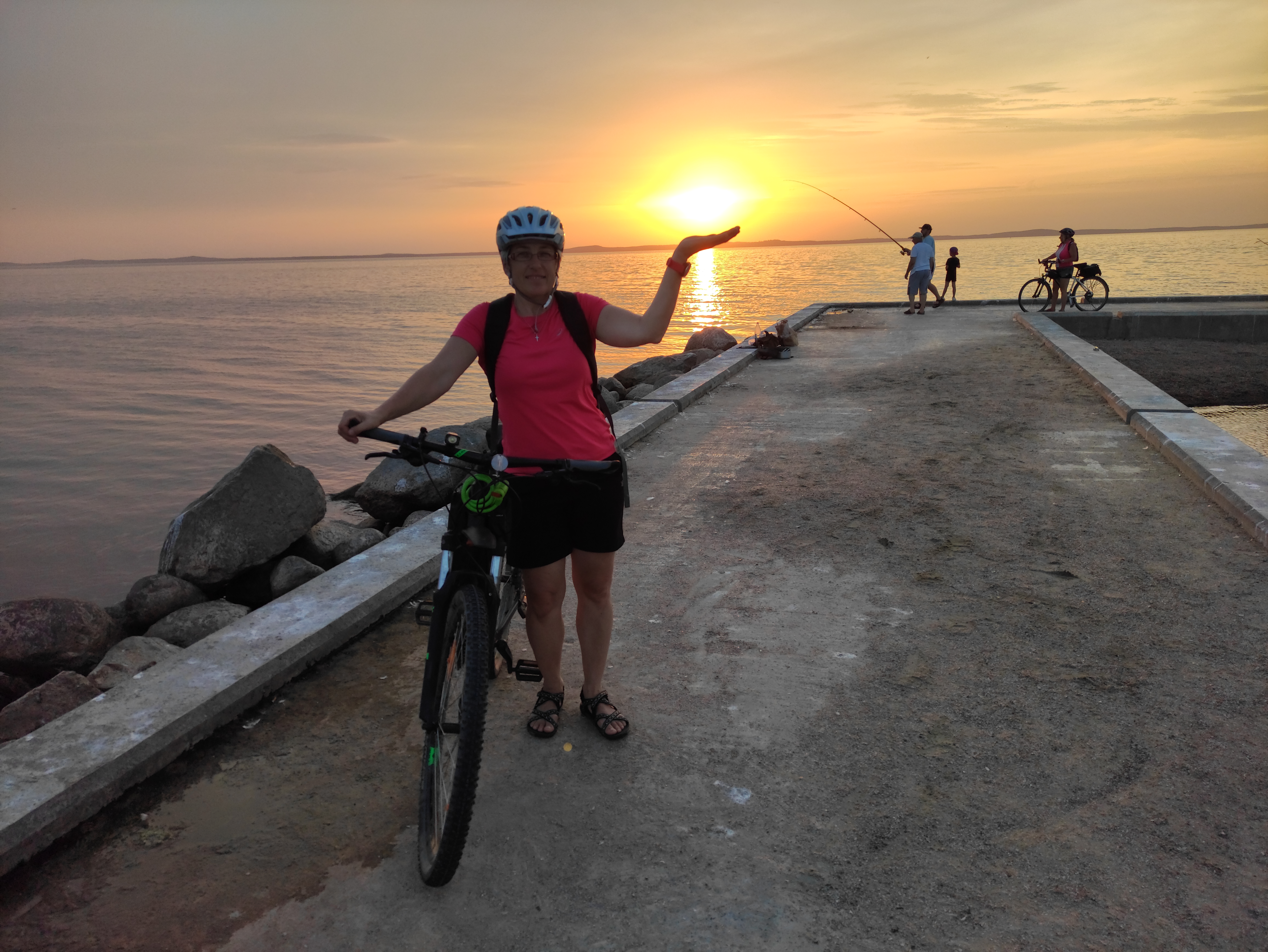
Molo
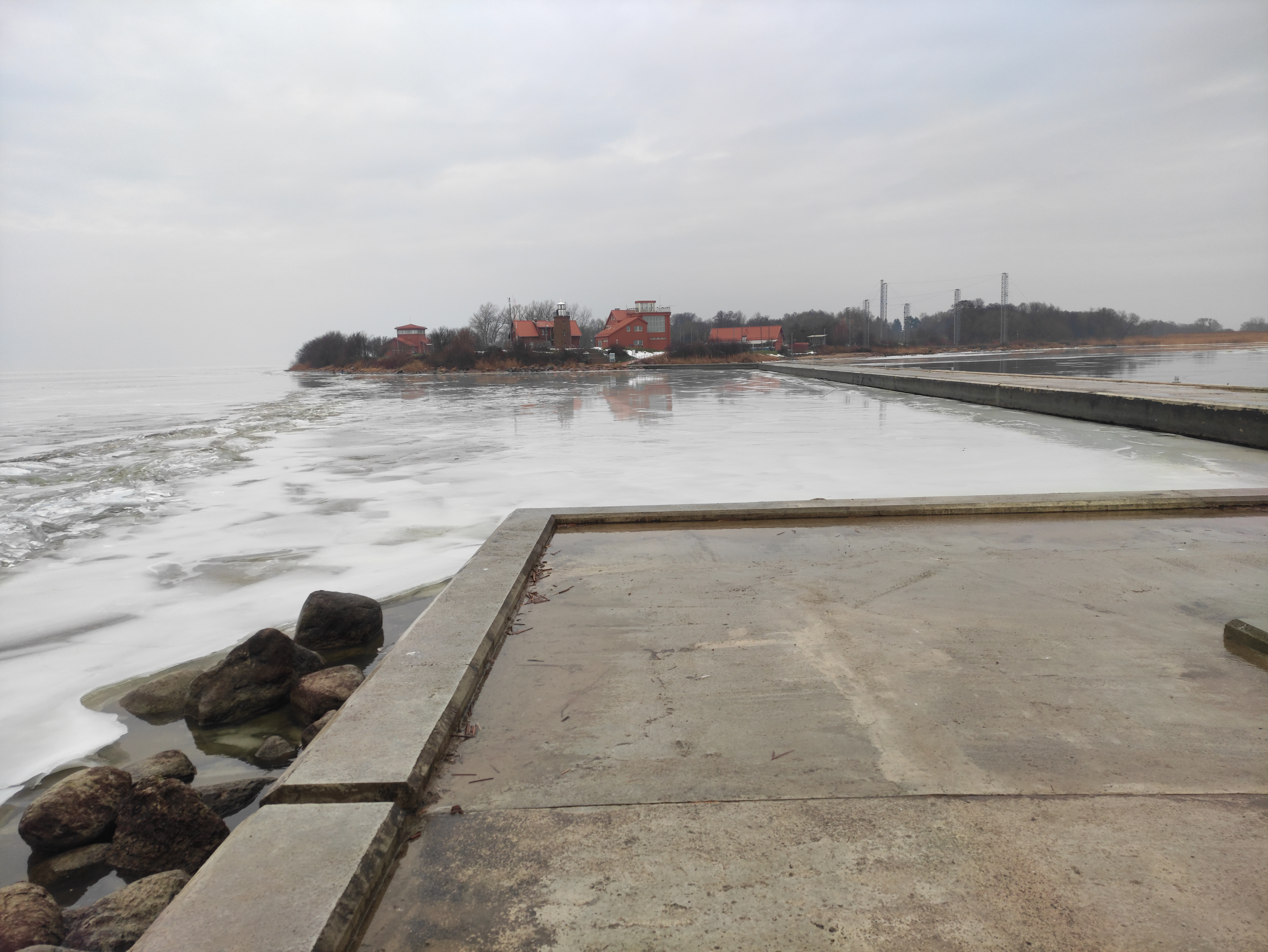
Molo v zimě